# Jesper Seier
Jesper Seier (født 21. september 1965) er en dansk sejlsportsmand, der vandt guld ved OL i Barcelona 1992 i soling-klassen sammen med Jesper Bank og Steen Secher. Det var den eneste danske guldmedalje ved legene i Barcelona.